# Тимофеев, Владимир Давыдович
Владимир Давыдович Тимофеев — советский хозяйственный, государственный и политический деятель.

## Биография
Родился в 1926 году в селе Перекопное. Член КПСС с 1951 года.
Участник Великой Отечественной войны. С 1945 года — на хозяйственной, общественной и политической работе. В 1945—1986 гг. — рядовой колхозник, счетовод, заместитель председателя колхоза имени Ленина, инструктор Ершовского райкома КПСС по зоне Перекопновской МТС, секретарь парткома колхоза имени Ленина, председатель колхоза имени восемнадцатого партсъезда Ершовского района Саратовской области.
Избирался депутатом Верховного Совета СССР 9-го созыва.
Умер после 1985 года.